# Duane Capizzi
Duane Capizzi é um escritor e produtor de televisão americano. Ele é conhecido por seu extenso trabalho em séries animadas para a televisão, incluindo Transformers: Prime, ganhador do Emmy, do qual foi co-produtor executivo e redator principal, e co-desenvolveu seu sucessor Transformers: Robots in Disguise. Para a Warner Bros. Animation, ele foi roteirista / produtor da série animada The Batman, bem como seu spin-off, The Batman vs. Dracula. Ele escreveu o primeiro longa de animação do DC Universe, Superman: Doomsday (baseado na saga The Death of Superman e dirigido por Bruce Timm). Outros créditos de produção / escrita de séries animadas incluem Jackie Chan Adventures, Big Guy e Rusty the Boy Robot, Men in Black: The Series e o desenvolvimento da série Roughnecks: The Starship Troopers Chronicles para a Sony Pictures Television. Ele escreveu e editou a história para dois spin-offs animados dos filmes de Jim Carrey: Ace Ventura: Pet Detective e The Mask. Ele também escreveu e editou histórias para várias séries de TV da Disney Afternoon, incluindo Darkwing Duck, Aladdin, TaleSpin e Bonkers. Ele começou sua carreira escrevendo roteiros de animação para Robotech II: The Sentinels for Harmony Gold. A série nunca foi produzida, mas levou à redação e edição da história em ALF: The Animated Series.
De 2019-2021, Capizzi atuou como showrunner para a adaptação da série de animação para TV de Carmen Sandiego. 